# ケレタロ州シエラ・ゴルダのフランシスコ会伝道所群
ケレタロ州シエラ・ゴルダのフランシスコ会伝道所群は、メキシコの世界遺産のひとつ。シエラ・ゴルダ地方の伝道所群は、メキシコのキリスト教化の過程で、フランシスコ会士によって18世紀半ばに設立されたものである。この伝道所群は、伝道が余り行われてこなかったアリゾナ、テキサスなどへの伝道の拠点としても機能した。豪奢な造形のファサードを持つ聖堂なども評価され、5つの伝道所がユネスコの世界遺産に登録された。

## 登録対象
登録されたのは、以下の5つである（以下の面積の合計は、上掲のテンプレートに掲出した合計面積と一致しないが、ユネスコ世界遺産センターの記載にそのまま従っている）。
- ハルパン・デ・セラ市（Jalpan de Serra）
  - サンティアゴ・デ・ハルパン（Santiago de Jalpan, 世界遺産登録ID 1079-001）- 21.85 ha
  - ヌエストラ・セニョーラ・デ・ラ・ルス・デ・タンコヨル（Nuestra Señora de la Luz de Tancoyol, ID1079-004）- 13.54 ha
- ランダ・デ・マタモロス市（Landa de Matamoros）
  - サンタ・マリア・デル・アグア・デ・ランダ（Santa María del Agua de Landa, ID1079-002）- 31.70 ha
  - サン・フランシスコ・デル・バレ・ティラコ（San Francisco del Valle de Tilaco, ID1079-003）- 25.27 ha
- アロヨ・セコ市（Arroyo Seco）
  - サン・ミゲル・コンカ（San Miguel Concá, ID1079-005）- 11.37 ha

## 登録基準
この世界遺産は世界遺産登録基準のうち、以下の条件を満たし、登録された（以下の基準は世界遺産センター公表の登録基準からの翻訳、引用である）。
- (2) ある期間を通じてまたはある文化圏において、建築、技術、記念碑的芸術、都市計画、景観デザインの発展に関し、人類の価値の重要な交流を示すもの。
- (3) 現存するまたは消滅した文化的伝統または文明の、唯一のまたは少なくとも稀な証拠。

## ギャラリー

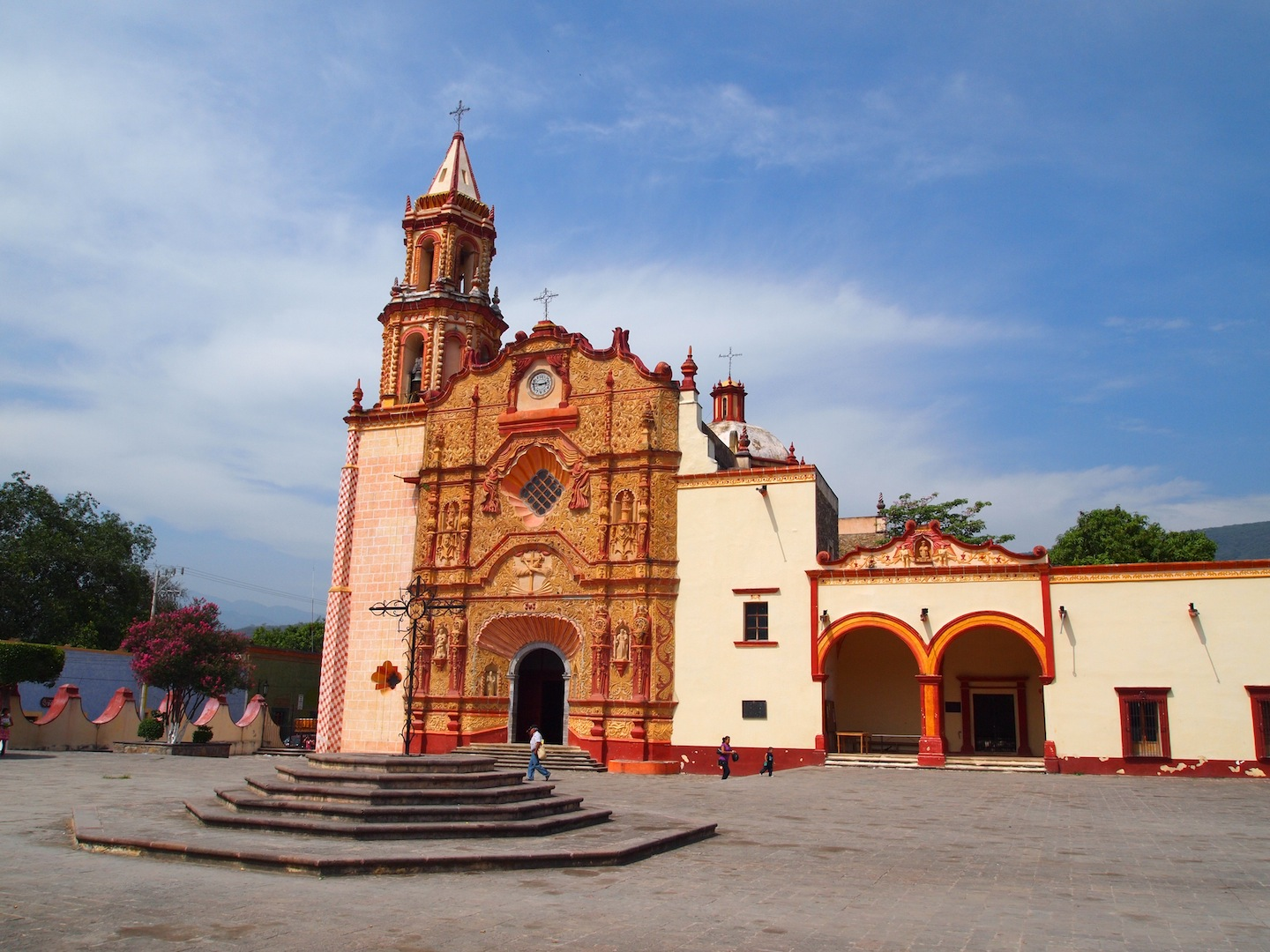
サンティアゴ・デ・ハルパン
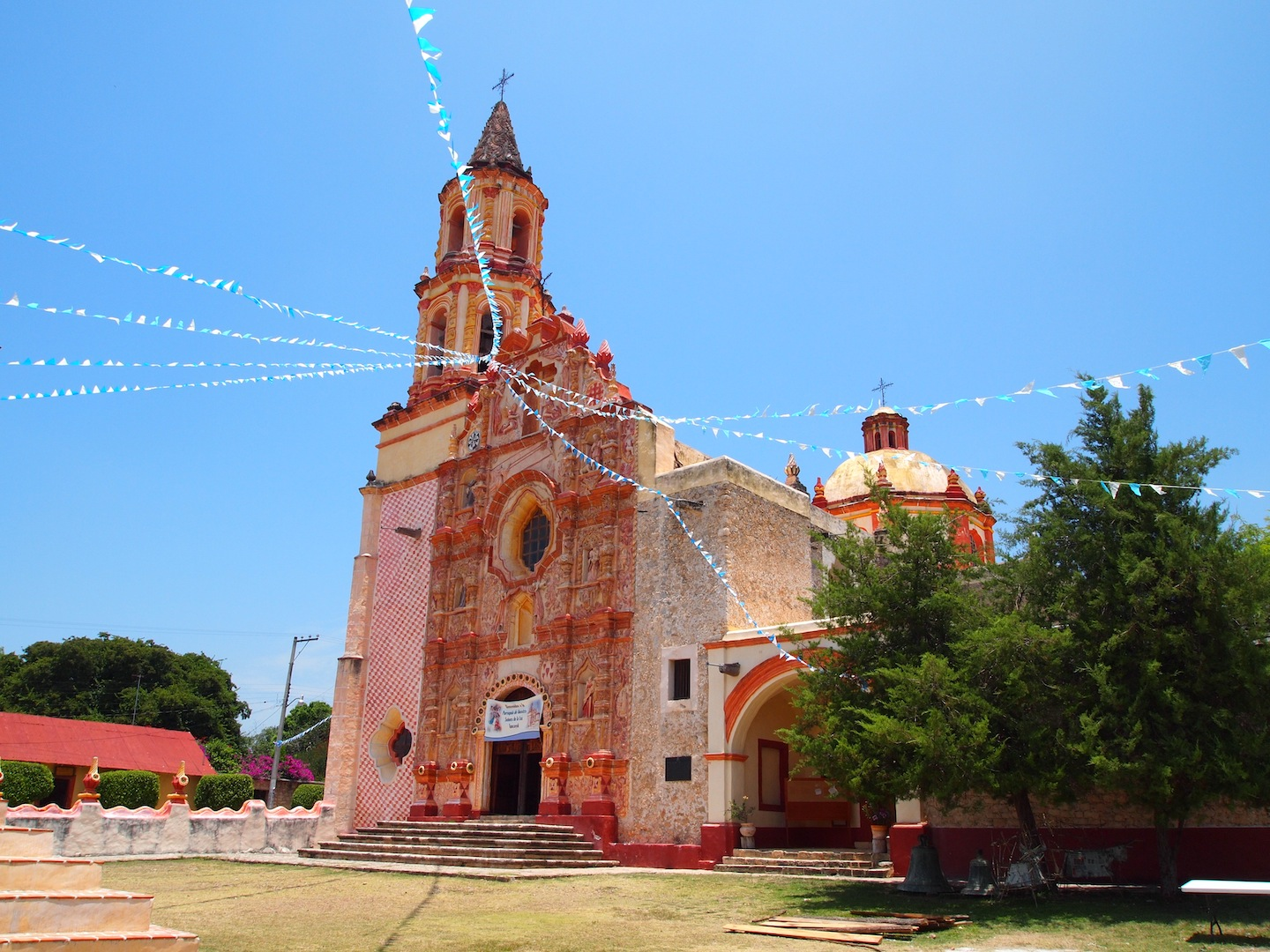
ヌエストラ・セニョーラ・デ・ラ・ルス・デ・タンコヨル
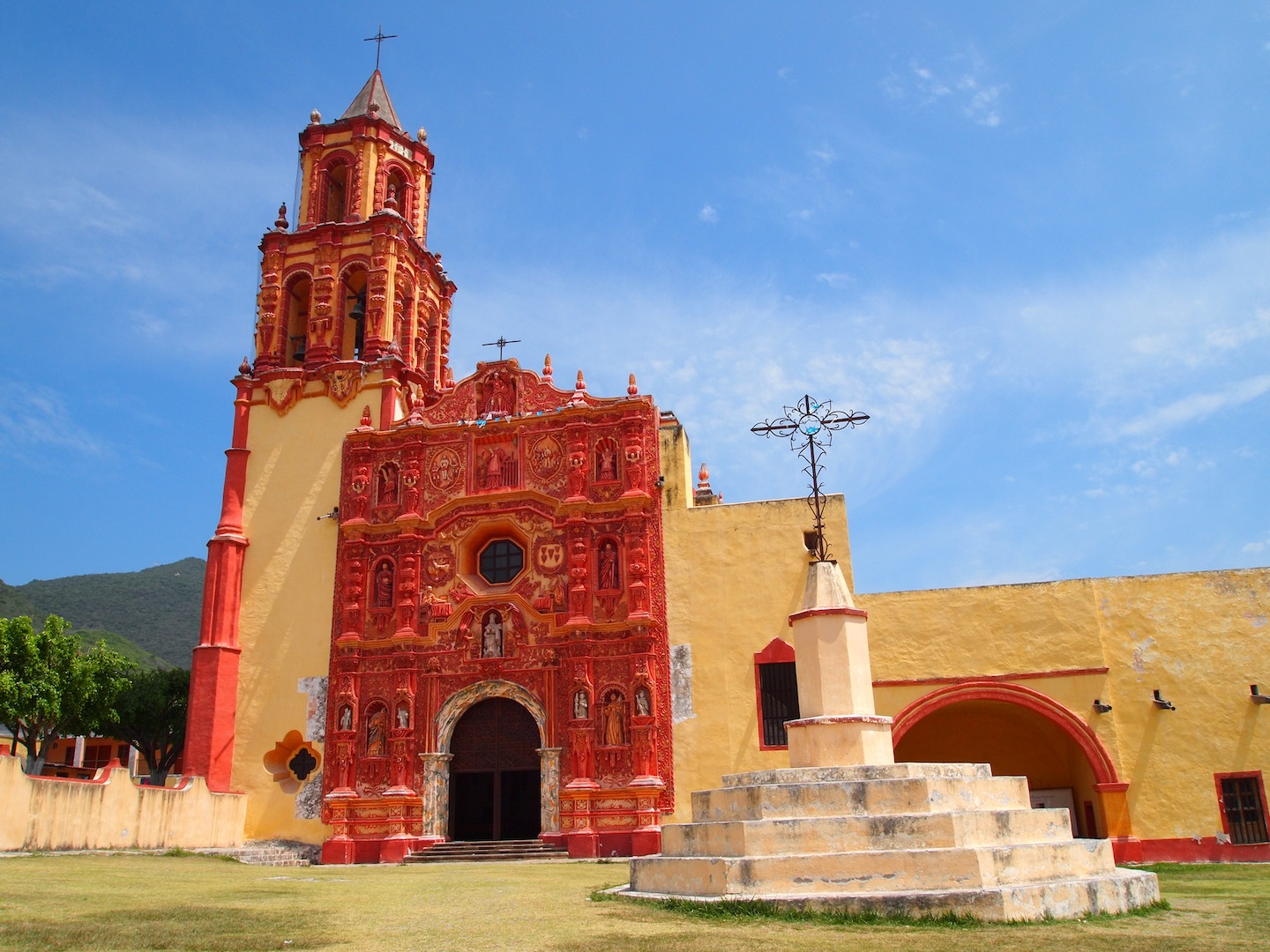
サンタ・マリア・デル・アグア・デ・ランダ
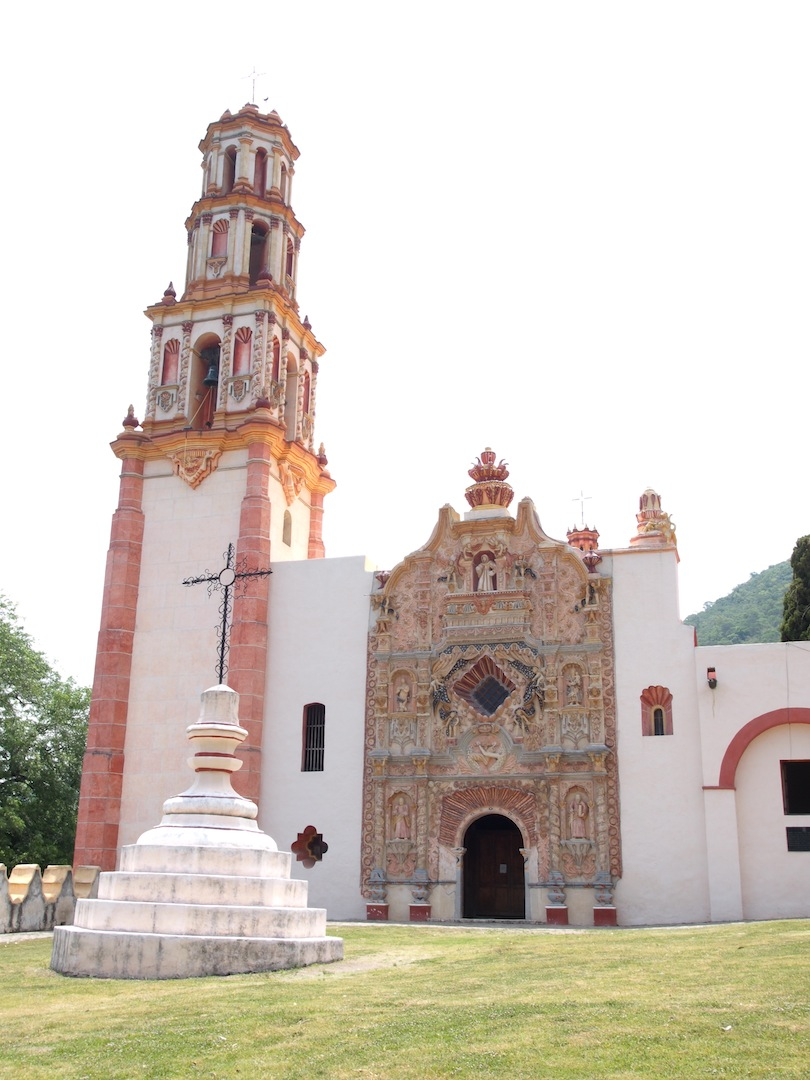
サン・フランシスコ・デル・バレ・ティラコ